# سولو دموعي (مسلسل)
سولو دموعي هو مسلسل مغربي من إخراج إبراهيم شكيري سنة 2021، وبطولة كل من زهير بهاوي، كليلة بونعيلات، وداد إلما، ربيع القاطي، كوثر بودراجة، يونس ميكري، كريمة غيث، سهام أسيف، نفيسة بنشهيدة، وغيرهم. بث المسلسل بتاريخ 28 يونيو 2021 على قناة إم بي سي 5.

## قصة المسلسل
بعد أن يتم تبنيهما من عائلتين مختلفتين كأطفال، يجمع القدر بين الشقيقتين اليتيمتين عندما يقعان في حب الرجل ذاته.

## طاقم التمثيل
- زهير بهاوي (كمال)
- كليلة بونعيلات (مريم)
- وداد إلما (سليمة)
- ربيع القاطي (هشام)
- كوثر بودراجة (هند)
- يونس ميكري (إدريس)
- كريمة غيث (كلثوم)
- سهام أسيف (حبيبة)
- سحر الصديقي (ندى)
- أسامة البسطاوي (يوسف)
- ياسين أحجام (كريم)
- عبد الرحيم المنياري (بوشعيب)
- رفيق بوبكر (عثمان)
- يسرى بوحموش (عايدة)
- ربيع الصقلي (سعد)
- الزهرة نجوم (أمل)
- نعيمة بوحمالة (حليمة)
- يوسف بن حيون (عادل)
- المهدي الوزاني (فؤاد)

## وصلات خارجية
- سولو دموعي على موقع IMDb (الإنجليزية)
- سولو دموعي على موقع قاعدة بيانات الأفلام العربية
- سولو دموعي على موقع كينوبويسك (الروسية)